# Роослепа
Ро́ослепа (ест. Rooslepa küla, швед. Roslep) — село в Естонії, у волості Ляене-Ніґула повіту Ляенемаа.

## Населення
Чисельність населення на 31 грудня 2011 року становила 25 осіб.

## Географія
Село лежить на березі Балтійського моря і розташовується на відстані 37 км від Хаапсалу та 23 км на північ від Пюрксі.
Через населений пункт проходить автошлях 16127 (Ріґулді — Діргамі).

## Історія
З 1998 року село відновлено як окремий населений пункт. Одночасно для села затверджена друга офіційна назва шведською мовою — Roslep.
До 21 жовтня 2017 року село входило до складу волості Ноароотсі.

## Пам'ятки
- Історичне кладовище (Rooslepa kalmistu)[4]
- Каплиця (Rooslepa kabel)